# Olga Medlíková
Olga Medlíková (* 21. listopadu 1959 Frýdlant v Čechách) je česká lektorka, konzultantka, facilitátorka a moderátorka. Je autorkou odborných knih. Svou profesní kariéru spojila zejména s neziskovým sektorem. V roce 2012 obdržela cenu Osobnost vzdělávání dospělých.

## Život
Olga Medlíková vystudovala Pedagogickou fakultu v Ústí nad Labem. Absolvovala mnoho kurzů a stáží v Čechách i v Německu. Získala i manažerské zkušenosti, když na několik let opustila školství a věnovala se businessu.
Spolupracuje dlouhodobě s neziskovým sektorem. S organizací Neziskovky.cz, o.p.s. od roku 1996. Zástupci ji původně oslovili sami, později se stala jejich lektorem. Je členkou správní rady, pomáhá jako interní poradce, při fundraisingu. Je také členkou Aliance lektorů a konzultantů ICN a mentorkou organizace Business and Professional Women a členkou Cosmopolitan Helas Ladies Club. Spolupracuje s Teologickou fakultou Univerzity Karlovy, přispívá do řady periodik a podílí se na tvorbě různých programů pro školy a nezávislé instituce. Od roku 1997 je na volné noze jako lektorka pro business, neziskové organizace a státní správu, konzultantka a moderátorka. Píše populárně naučné knihy o tématech, které učí (prezentace, řešení konfliktů, založení a provoz neziskových organizací, lobbing, lektorské dovednosti), a občas i básně. Je vdaná a má dvě dcery.

## Publikační činnost
Je autorkou a spoluautorkou knih z oblasti managementu a sociálních dovedností, pravidelně přispívá do řady odborných periodik. Dlouhodobě spolupracuje s vydavatelstvím Grada.
Seznam publikací:
- MEDLÍKOVÁ, Olga. Lektorské dovednosti: manuál úspěšného lektora. 2., dopl. vyd. Praha: Grada, 2013, 172 s. Komunikace (Grada). ISBN 978-80-247-4336-3.
- ŠEDIVÝ, Marek a Olga MEDLÍKOVÁ. Public relations, fundraising a lobbing: pro neziskové organizace. 1. vyd. Praha: Grada, 2012, 138 s. Management (Grada). ISBN 978-80-247-4040-9.
- MEDLÍKOVÁ, Olga. Umíme to s konfliktem!: náročné situace a jejich řešení. Vyd. 1. Praha: Grada, 2012, 132 s. Psychologie pro každého. ISBN 978-80-247-4016-4.
- ŠEDIVÝ, Marek a Olga MEDLÍKOVÁ. Úspěšná nezisková organizace: manuál úspěšného lektora. 2., aktualiz. a dopl. vyd. Praha: Grada, 2011, 155 s. Management (Grada). ISBN 978-80-247-4041-6.
- MEDLÍKOVÁ, Olga. Přesvědčivá prezentace: špičkové rady, tipy a příklady. 2., aktualiz. a dopl. vyd. Praha: Grada, 2010, 144 s. Komunikace (Grada). ISBN 978-80-247-3455-2.
- MEDLÍKOVÁ, Olga. Jak řešit konflikty s podřízenými: špičkové rady, tipy a příklady. Vyd. 1. Praha: Grada, 2007, 132 s. Vedení lidí v praxi. ISBN 978-80-247-1732-6.
- MEDLÍKOVÁ, Olga. Umíte prezentovat? Odpověď zní ano!: špičkové rady, tipy a příklady. Vyd. 1. Praha: PART media, c2005, 100 s. Vedení lidí v praxi. ISBN 80-86423-11-5. Kmotrami publikace jsou Chantal Poullain a Štěpánka Duchková.

PaedDr. Olga Medlíková dnes úspěšně vede praxi v tréninku dovedností a podpoře osobního rozvoje po celé České republice i v zahraničí.

## Osobnost vzdělávání dospělých
V únoru 2013 obdržela cenu Osobnost vzdělávání dospělých 2012 v oblasti praktické aplikace vzdělávání dospělých a andragogiky vyhlašovanou Asociací institucí manažerského vzdělávání, Českou andragogickou společností a vzdělávacím institutem London International Graduate School.